# Unidades acorazadas del Estado Islámico
El Estado Islámico (ISIS) ha utilizado de manera frecuente vehículos blindados de combate (AFV) en la guerra blindada convencional y no convencional. Desde 2013, las fuerzas de ISIS capturaron cientos de AFV, incluyendo tanques de batalla principales y  vehículos blindados de transporte de personal, poniéndolos en servicio en su campaña en Siria e Irak. Además de usarlos de manera convencional, estos vehículos los han usados como dispositivos explosivos improvisados transportados por vehículos (VBIED) que se usaron en mayor medida en ataques suicidas, así como para blindar vehículos regulares para ataques parecidos. Para 2017, la mayor parte de la armadura del Estado Islámico en Medio Oriente habían sido destruidas por varias fuerzas anti-ISIS; sin embargo, se sabe que las filiales africanas operan frecuentemente vehículos AFV.

## Historia
Aunque ISIS nació como un movimiento insurgente, su núcleo histórico de miembros incluía un número significativos de exmiembros del ejército baazista de Irak. Muchos de estos veteranos se convirtieron en comandantes de alto rango de ISIS. En consecuencia, el grupo tenía experiencia en guerra asimétrica y guerra regular, incluso del nacimiento de su protoestado real. Después del estallido de la Guerra Civil Siria en 2011, el Estado Islámico comenzó a crecer gradualmente en poder, ganando grandes extensiones del territorio sirio e iraquí durante importantes ofensivas en 2014. También capturó grandes cantidades de armamento, incluidos cientos de AFV. ISIS capturó cerca de 200 tanques y 70 vehículos de combate de infantería BMP solo en Siria. Para defender sus nuevas posiciones, ISIS reorganizó sus fuerzas armadas en un ejército híbrido insurgente-convencional, incluidas unidades diseñadas para desplegar AFV. Varias provincias autoproclamadas de ISIS crearon talleres para restaurar los AFV´s, aunque muy pocas crearon una industria en torno a estas unidades.

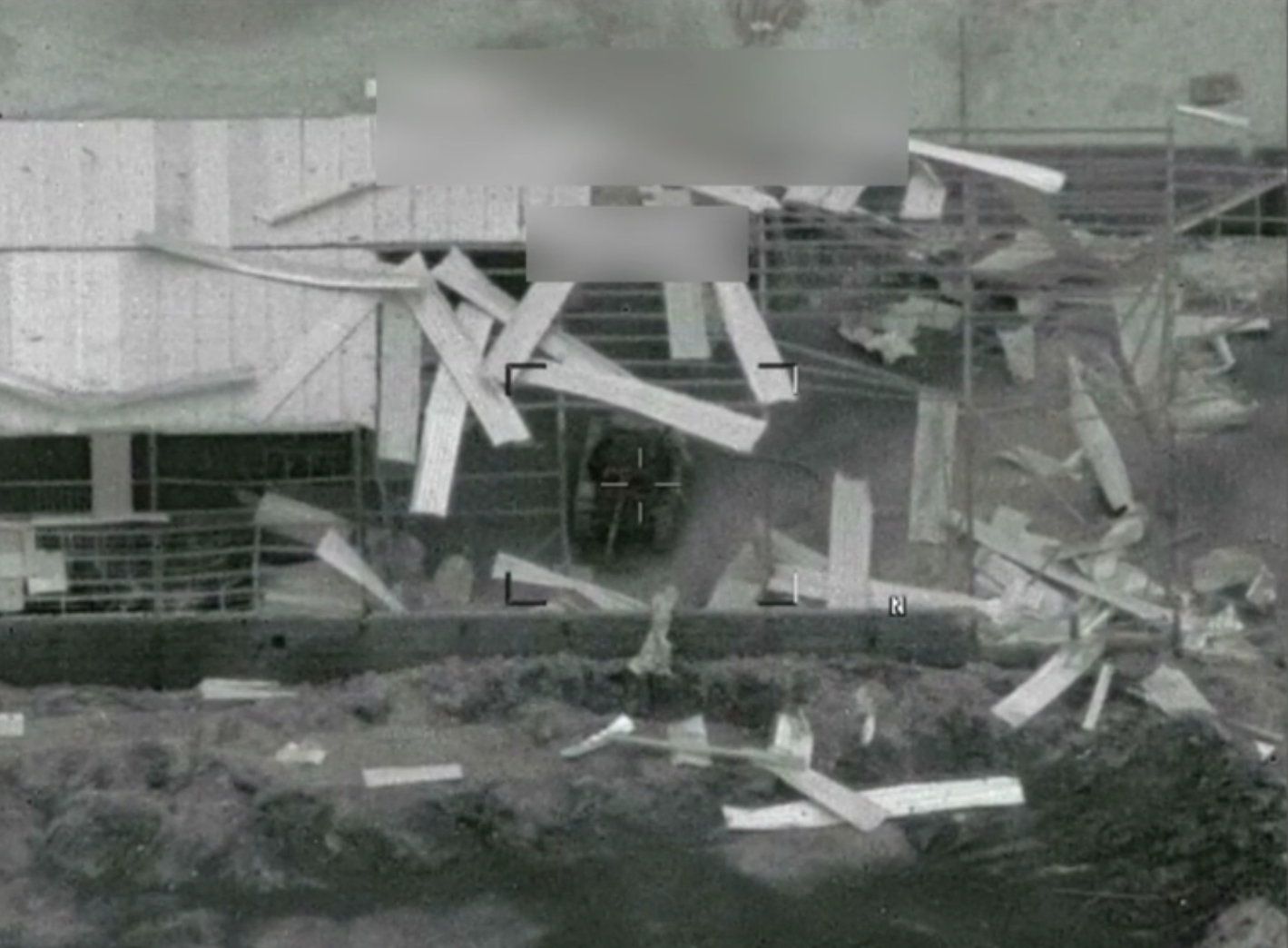
Un tanque IS durante la ofensiva de Palmira (2017)

El Estado Islámico usó estos vehículos en varios escenarios. La organización desplegó tanques durante la batalla de Kirkuk, donde no pudieron derrotar a lospeshmerga kurdos-iraquíes, pero detuvieron los contraataques siguientes, ya que los peshmerga carecían de armas antitanque. Las fuerzas blindadas del Estado Islámico sufrieron un gran revés durante el asedio de Kobani (2014-2015) cuando desplegaron entre 30 a 50 T-55 y T-72 en un intento de aplastar a los defensores de las YPG/YPJ, perdiendo muchos vehículos en el combate urbano y como resultado de los ataques aéreos de la Fuerza Aérea de los Estados Unidos. Las bombas de tanque suicidas jugaron un papel importante en la batalla de Ramadi.
En agosto de 2015, los "Pelotones de Tareas Especiales" del Estado Islámico desplegaron varios tanques y vehículos blindados de transporte de personal (APC) durante dos asaltos mecanizados destinados a capturar el asediado Instituto de Aviación Militar de Kuweires. Ambos ataques no lograron romper las extensas fortificaciones de Kuweires, lo que provocó grandes pérdidas entre las tropas de ISIS. Los tanques también estuvieron muy involucrados en la lucha contra las Fuerzas Democráticas Sirias, y el Estado Islámico se basó en un camuflaje sofisticado para evitar ser atacado por las fuerzas aéreas de la coalición contra el Estado Islámico. Sin embargo, con el paso del tiempo, varias derrotas sobre el terreno y los constantes bombardeos aéreos fueron reduciendo gradualmente las fuerzas blindadas del Estado Islámico. Una de las últimas operaciones que vio el uso masivo de IS AFV fue la ofensiva de Palmyra (diciembre de 2016). Para 2017, la mayoría de sus AFV fueron destruidos y su capacidad para mantener unidades armadas convencionales se degradó en gran medida. A fines de 2017, ISIS trasladó una gran cantidad de sus tanques y APC restantes de Irak a Siria en un intento de cambiar el rumbo durante la Batalla de Deir ez-Zor. Desde la Batalla de Baghuz Fawqani a principios de 2019, ISIS ya no controla posesiones territoriales significativas en Oriente Medio, aparte de algunos enclaves del desierto, y ha vuelto a librar una insurgencia en Siria e Irak.
Sin embargo, ISIS todavía tiene territorios fuera del Medio Oriente y algunas de sus fuerzas aún mantienen pequeñas cantidades de AFV. En particular, la Provincia de África Occidental del Estado Islámico (ISWAP) capturó y luego desplegó varios tanques durante la campaña de la Cuenca del Chad. El ISWAP incluso montó altavoces en sus tanques, emitiendo canciones de batalla yihadistas cuando los usaban en combate.

## Organización
Se sabe que varias unidades del ejército del Estado Islámico utilizan vehículos de combate blindados; 5 de estos se conocen en Siria: el Batallón de Tóles (árabe : كويبة الدبا ood Ando, División ibn al-Jarrah ( árabe : فرقة أبي عبيدة بن الجراح), y la División Zubayr ibn al-Awwam (árabe : فرقة الزبير بن العوام). Los últimos tres llevan el nombre de compañeros de Mahoma. Los vehículos de combate principales se emplean principalmente cmo parte del Batallón de Tanques, mientras se sabe que las otras cuatro formacioness emplean AFV menos pesados (aunque existen excepciones).Los AFV más comúnmente desplegando por el Batallón de Tanques fueron los tanques T-55,T-62 y T-72, de los cuales más de cien estaban en uso en Siria e Irak. El Estado Islámico poseía de 2 a 4 T-62,y desplegó alrededor de 19 T-72 en 2017.Los "Pelotones de Tareas Especiales" en cambio se basaron más en vehículos de combate de infantería BMP y técnicos . Sin embargo, ISIS a menudo usaba estas unidades en tándem para operaciones, por ejemplo, equipando a los "Pelotones de Tareas Especiales" con tanques y artillería si la situación lo requería. Las tripulaciones de los tanques también se adjuntaron a unidades no blindadas durante las operaciones ofensivas, como en la ofensiva de Palmyra (mayo de 2015), ya que ISIS esperaba capturar tanques y ponerlos directamente en servicio. En general, los equipos de observadores se adjuntaron a las unidades de tanques y artillería de ISIS y los ayudaron a seleccionar objetivos.
Los AFV del Estado Islámico fueron apoyados por una red logística grande y compleja. Los acorazados se movieron en una flota de camiones de carga baja y se disfrazó de varias maneras para sobrevivir a los bombardeos aéreos regulares de la capa anti-ISIS. Además, se establecieron muchos sitios industriales pequeños y equipos de recolección que recolectaron vehículos aliados o enemigos abandonados, repararon vehículos dañados, produjeron repuestos y municiones y modificaron. Existían dos instalaciones principales en Siria en las que el EI reparaba, construía y modificaba sus AFV. Conocidos como "Los Talleres", uno estaba ubicado en Deir ez-Zor y el otro al sur de al-Thawrah. Este último fue más prominente y modificó alrededor de 400 vehículos antes de ser capturado por el ejército sirio durante la ofensiva del sur de Raqqa en 2017 .
El blindaje del Estado Islámico también incluía vehículos blindados como Humvees, de los cuales ISIS capturó alrededor de 2300 del ejército iraquí en 2014. Además, el Estado Islámico desplegó dispositivos explosivos improvisados transportados por vehículos blindados (VBIED). Aunque la mayoría de los VBIED son autos modificados, algunos son autos equipados con blindaje o AFV completos. Estas bombas blindadas no pueden ser destruidas por armas pequeñas o ametralladoras, lo que las hace más adecuadas para ataques contra oponentes bien armados, mientras que la bomba suicida AFV puede contener más explosivos en un caparazón más compacto, lo que resulta en un potencial destructivo aún mayor que los de los coches bomba regulares.

## Táctica
Los AFVS´s del Estado Islámico por lo general, no operan por sí mismos y, en cambio, se emplean como parte de dispositivos móviles en armas combinadas. En Siria e Irak, estos incluyeron tanques, equipos técnicos y artillería que estaban estacionados en posiciones ocultas, a menudo cerca de la línea del frente. Si las fuerzas enemigas se abrieran paso en alguna zona o el EI lanzara una ofensiva, las pequeñas fuerzas de reacción lanzarían un ataque en dos oleadas, con los VBIED actuando como puntas de lanza que destruirían las fortalezas hostiles o causarían confusión, seguidos por los AFV y los técnicos. Estos ataques a menudo tuvieron mucho éxito, lo que resultó en la derrota de las fuerzas anti-ISIS.

### Camuflajes y decoraciones
Para proteger su armadura de los ataques aéreos, IS hace un uso extensivo del camuflaje y señuelos. "Los Talleres" comúnmente agregaría camuflaje multiespectral a los tanques. Además, algunos tanques estaban equipados con camuflaje que consistía en tiras de cuero y redes de camuflaje que hacían que los vehículos fueran más difíciles de detectar desde el suelo y el aire. Al menos un tanque incluso estaba equipado con una superestructura que lo hacía parecer un camión desde arriba. Las tropas del EI también construyeron tanques ficticios de madera durante la Batalla de Mosul (2016-2017) para desviar los ataques aéreos.

## Tripulación
Las tropas a las que se les dan acceso a armas pesadas, como tanques, suelen ser las que el Estado Islámico considera más leales y capaces. Se sabe que las tripulaciones y los técnicos de los tanques del Estado Islámico han formado grupos muy unidos dentro de las fuerzas armadas del Estado Islámico, a menudo socializando entre sí incluso cuando no están de servicio. El investigador Stijn Mitzer notó que muchas tripulaciones de tanques y técnicos de ISIS tenían una fuerte presencia en redes sociales donde en realidad se comunicaban con tripulaciones de tanques de ejércitos opuestos como el Ejército Árabe Sirio, uniéndose por su pasión compartida por los AFV a pesar de siendo enemigos. Muchos conductores de tanques de ISIS también formaban parte de Facebook grupos de entusiastas de los tanques, y compartían fotos tomadas con sus tanques con otros, incluidos musulmanes que no eran islam sunita. Con el tiempo, la mayoría de las tripulaciones de tanques de ISIS en Siria e Irak murieron en acción.

## Propaganda
Las tripulaciones de tanques sirios e iraquíes también aparecían a menudo en la propaganda del ISIS. En al menos un caso en octubre de 2015, ISIS usó un tanque para ejecutar a un prisionero del ejército sirio atropellándolo, alegando que el prisionero había sido un conductor de tanque que había aplastado a combatientes de ISIS en una batalla. El material de video de la ejecución se incluyó posteriormente en la propaganda del grupo.